# Ceratophysa
Genre
Ceratophysa est un genre d'oursins irréguliers abyssaux de la famille des Pourtalesiidae. 

## Description et caractéristiques
Ce sont des oursins très irréguliers, dont la forme a évolué de la sphère vers une forme triangulaire allongée.
Ce groupe ne se rencontre que dans les profondeurs de l'océan Antarctique.

## Liste des espèces
Selon World Register of Marine Species (9 décembre 2015) :
- Ceratophysa ceratopyga (A. Agassiz, 1879)
- Ceratophysa rosea (A. Agassiz, 1879)